# Arvi Tynys

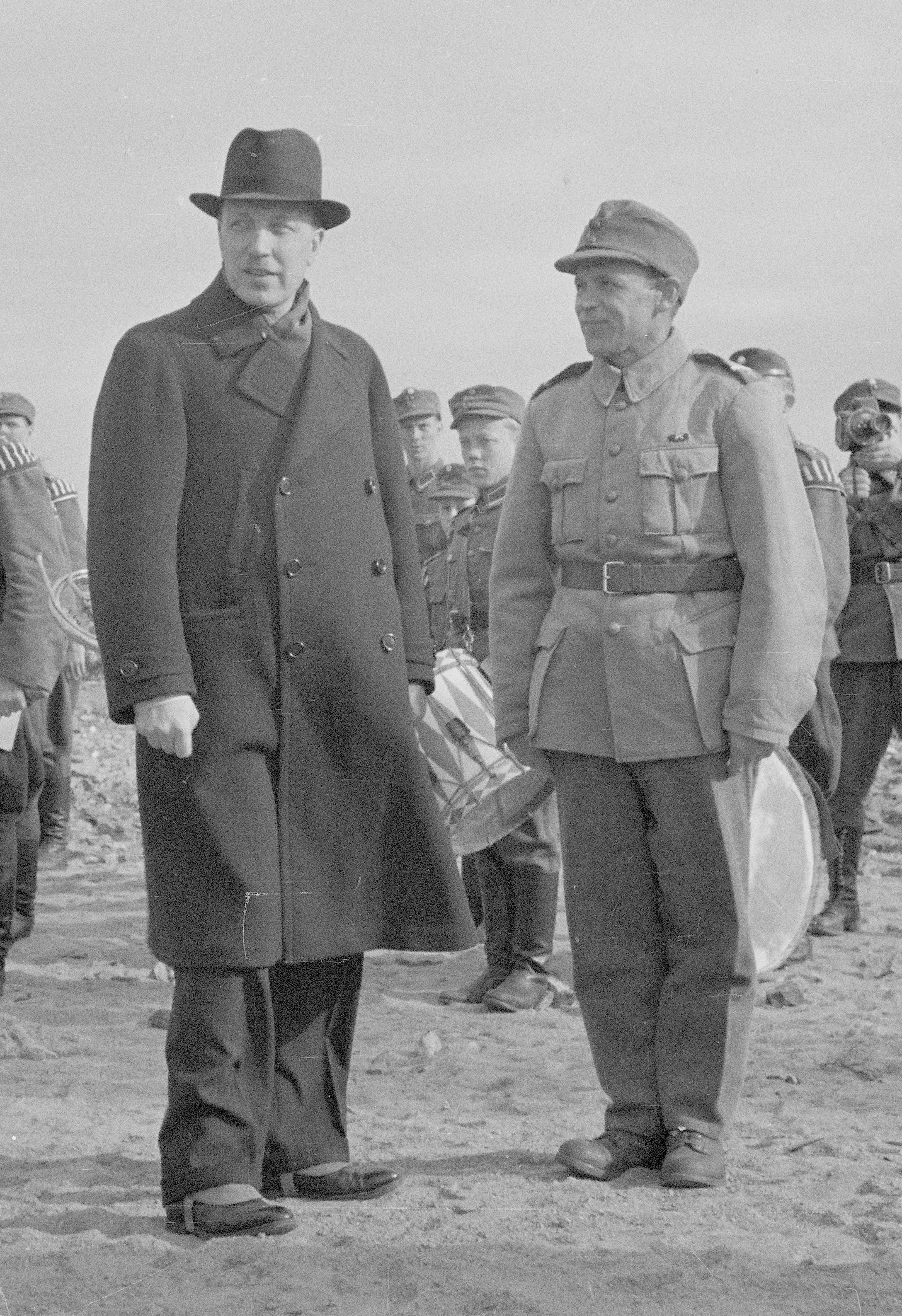
Risto Ryti och Arvi Tynys.

Arvi Tynys, född 2 september 1902 i Luumäki, död 29 oktober 1959 i New York, var en finländsk skulptör. 
Tynys studerade 1925–1929 vid Finska konstföreningens ritskola och flyttade efter andra världskriget först till Sverige samt därefter till USA, där han utförde ett antal monumentalarbeten. Bland hans verk i hemlandet märks frihetsstatyn i Raumo (1937), en rad monument för krigargravar, bland annat på Kalevankangas i Tammerfors (1946, jämte Viljo Revell), monumentet över striderna i Filpula under finska inbördeskriget (1938) och den första abstrakta offentliga skulpturen i Finland, kompositionen Upp mot ljuset, utanför en av Revell planerad fabriksbyggnad i Hangö (1958).